# Strażnica KOP „Stanowisko”
Strażnica KOP „Stanowisko” – zasadnicza jednostka organizacyjna Korpusu Ochrony Pogranicza pełniąca służbę ochronną na granicy polsko-litewskiej.

## Formowanie i zmiany organizacyjne
W lutym 1926 roku, w składzie 6 Brygady Ochrony Pogranicza, został sformowany 24 batalion graniczny. W 1928 roku w skład batalionu wchodziło 12 strażnic. Strażnica KOP „Stanowisko” w latach 1928 – 1939 znajdowała się w strukturze 3 kompanii KOP „Kalety”. Strażnica liczyła około 18 żołnierzy i rozmieszczona była przy linii granicznej z zadaniem bezpośredniej ochrony granicy państwowej.
W 1932 roku obsada strażnicy zakwaterowana była w budynku popolicyjnym. Strażnicę z macierzystą kompanią łączył trakt długości 10 km.

## Służba graniczna
Podstawową jednostką taktyczną Korpusu Ochrony Pogranicza przeznaczoną do pełnienia służby ochronnej był batalion graniczny. Odcinek batalionu dzielił się na pododcinki kompanii, a te z kolei na pododcinki strażnic, które były „zasadniczymi jednostkami pełniącymi służbę ochronną”, w sile półplutonu. Służba ochronna pełniona była systemem zmiennym, polegającym na stałym patrolowaniu strefy nadgranicznej, wystawianiu posterunków alarmowych, obserwacyjnych i kontrolnych stałych, patrolowaniu i organizowaniu zasadzek w miejscach rozpoznanych jako niebezpieczne, kontrolowaniu dokumentów i zatrzymywaniu osób podejrzanych, a także utrzymywaniu ścisłej łączności między oddziałami i władzami administracyjnymi. Strażnice KOP stanowiły pierwszy rzut ugrupowania kordonowego Korpusu Ochrony Pogranicza.
Strażnica KOP „Stanowisko” w 1932 i 1938 roku ochraniała pododcinek granicy państwowej szerokości 8 kilometrów od słupa granicznego nr 198 do 213.
Sąsiednie strażnice:
- strażnica KOP „Budwieć” ⇔ strażnica KOP „Jelinki” – 1928[2], 1929[3], 1932[4], 1934[5], 1938[6]